# Lijst van burgemeesters van Wormerland
Dit is een lijst van burgemeesters van de Nederlandse gemeente Wormerland in de provincie Noord-Holland sinds haar stichting op 1 januari 1991.
| Ambtsperiode                  | Naam burgemeester            | Partij of stroming | Bijzonderheden                                                                      |
| ----------------------------- | ---------------------------- | ------------------ | ----------------------------------------------------------------------------------- |
| 1 januari 1991 - 1 maart 2000 | Jan (J.) Koppenaal           | VVD                |                                                                                     |
| 13 maart 2000 - 15 maart 2020 | Peter (P.C.) Tange           | GroenLinks         | Van 4 oktober 2012 tot 10 januari 2013 tevens waarnemend burgemeester van Landsmeer |
| 14 april 2020 - heden         | Judith (A.J.) Michel-de Jong | PvdA               | [ 2 ] [ 3 ]                                                                         |